# Gílson Porto
Gílson Porto, właśc. Gilson Pereira Porto (ur. 14 lutego 1944 w Feira de Santana, zm. 13 stycznia 2003 w Salvadorze) – brazylijski piłkarz, występujący na pozycji napastnika.

## Kariera klubowa
Karierę piłkarską Gílson Porto zaczął w klubie Bahia Feira de Santana. W latach 1965–1968 występował w Corinthians Paulista. W barwach Corinthians wystąpił w 134 spotkaniach, w których strzelił 11 bramek.
W latach 1968–1969 był zawodnikiem Fluminense FC, Américe Rio de Janeiro, SC Internacional i Fluminense Feira de Santana. Z Fluminense Feira de Santana zdobył mistrzostwo stanu Bahia – Campeonato Baiano w 1969.
W latach 1970–1971 i 1972 występował w EC Bahia. Z Bahią dwukrotnie zdobył mistrzostwo stanu w 1970 i 1971. W Bahii 10 września 1972 w wygranym 1-0 meczu z Nacionalem Manaus Gílson Porto zadebiutował w lidze brazylijskiej. W latach 1973–1974 występował w Américe Natal. Ostatni raz w lidze wystąpił 27 marca 1974 w przegranym 0-3 meczu z Tiradentes Teresina. Ogółem w lidze brazylijskiej Gílson Porto rozegrał 39 spotkań, w których strzelił 6 bramek. Karierę zakończył w Santosie FC w 1974.

## Kariera reprezentacyjna
W reprezentacji Brazylii Gílson Porto jedyny raz wystąpił 16 listopada 1965 w przegranym 0-2 towarzyskim meczu z Arsenalem Londyn. Nigdy nie wystąpił w reprezentacji w oficjalnym meczu międzypaństwowym.